# 崔昌祚
崔 昌祚（チェ・チャンジョ、최창조、1950年1月3日 - 2024年1月31日）は、ソウル大学校教授などを務めた、大韓民国の地理学者で、朝鮮/韓国における風水地理思想研究の先駆者とされる。

## 学歴
- ソウル大学校（地理学/学士）
- ソウル大学校（地理学/修士）
- ソウル大学校（地理学/博士）

## 職歴
- 清州師範大学 地理学科教授
- 全北大学校 地理学科教授
- 国土開発研究院（국토개발연구원）主任研究員
- 清州大学校 地理教育科教授
- 全北大学校 地理教育科教授
- ノクセク大学 風水風流学専攻教授
- ノクセク大学（녹색대학）大学院長
- ソウル大学校 地理学科教授

## 経歴
崔昌祚は、1950年にソウルで生まれた。長じて、ソウル大学校地理学科を卒業した後、同大学院で修士と博士の学位を受けた。
崔昌祚は、1978年ころから風水の学術的研究に取り組み、1984年に出版した『韓国の風水思想（韓國의 風水思想）』では、朝鮮における風水理論を整理しながら、李氏朝鮮初期の首都の選定や、地方行政拠点の配置との関係などを検討し、朝鮮/韓国の風水地理思想についての先駆的な学術書として、以降、しばしば引用されるようになった。
この本は学術書でありながら数万冊が売れて、崔昌祚の名を世に広く知らせるとともに、韓国に風水熱風（풍수열풍）と称される流行を呼んだ。国土開発院主任研究員を経て全北大学校、ソウル大学校地理学科教授を歴任したが、ソウル大学校に移ってから4年後の1992年に教授職を辞したことで、学界でも話題にもなった。「最近、研究能力に限界を感じるようになり、地理調査を通じて、大地の気と脈を探る力を補充する」と称して、辞表を出し、大学を離れたのであった。
崔昌祚は、墓地の吉凶を占って判断することを風水と称する陰宅風水（음택풍수、ウムテップンス）に反対し、明堂は人が自然と一緒に作っていくのだという自論を述べた。また、崔昌祚は、中国からの伝来した風水の体系とは異なる、朝鮮独自の自生風水（자생풍수、チャセンプンス）が存在したとも主張し、論争を呼んだ。自生風水の本質は、地の欠陥を治す裨補（비보、ピボ）であり、「我々の風水は良い土地を探すのではなく、病気の場所を探して鍼を刺し灸を置こう」という主張を広げた。
1989年には、南北統一された場合に首都が置かれるべき場所について風水から考え、結論として開城市を適地とするという論文を発表したが、後には京畿道破州郡父河面を適地とする論文も出したともいう。
また、2004年には、季刊誌『황해문화（黄海文化）』に寄稿した「풍수로 본 '청와대 비극'과 천도 불가론（風水で見た青瓦台の悲劇と遷都不可論）」という文章を通じて、当時議論中だった行政首都移転に反対する立場を明らかにして注目された。

## 死去
2024年1月31日午後9時に死亡した。74歳であった。

## おもな著書
- 韓國의 風水思想 (대우학술총서 인문사회과학 ; 10)、民音社、1984年 - Google books
  - （三浦國雄 監訳、金在浩、渋谷鎮明 共訳）韓国の風水思想、人文書院、1997年
- 한국의 자생 풍수、민음사、1997 - （仮訳：韓国の自生風水）
- 땅의 논리 인간의 논리、민음사、2000 - （仮訳：土地の論理、人間の論理）
- 한국의 자생 풍수 2、민음사、2011 - （仮訳：韓国の自生風水2）
- 사람의 지리학、서해문집、2011 - （仮訳：人の地理学）